# Pastra
Pastra  este un oraș în Grecia în prefectura Kefalonia.